# Madīnat al-Minyā al-Jadīdah
Madīnat al-Minyā al-Jadīdah es un distrito de la gobernación de Menia, Egipto. En julio de 2017 tenía una población estimada de 15 122 habitantes.
Se encuentra ubicado en el centro del país, cerca de la orilla occidental del río Nilo, y al sur de El Cairo.